# Labena guanacasteca
Labena guanacasteca är en stekelart som beskrevs av Ian D. Gauld 2000. Labena guanacasteca ingår i släktet Labena och familjen brokparasitsteklar. Inga underarter finns listade i Catalogue of Life.